# Klabat
El Klabat (Gunung Klabat) es el volcán más alto de la isla de Célebes (Sulawesi), al noroeste de la península Minahasa, en Indonesia. Tiene 1995 metros de altura. No se han registrado erupciones.